# Anton Brunner (Kriegsverbrecher)
Anton Brunner (* 8. August 1898 in Bregana, Österreich-Ungarn; † 24. Mai 1946 in Wien) war ein österreichischer Mitarbeiter der „Zentralstelle für jüdische Auswanderung in Wien“, die praktisch dem Eichmannreferat im Reichssicherheitshauptamt (RSHA) unterstand. Brunner war in seinen Funktionen mitverantwortlich für die Deportation von Juden in die Konzentrations- und Vernichtungslager und wurde dafür nach Kriegsende in Wien zum Tode verurteilt und hingerichtet.

## Biografie
Brunner siedelte aus Kroatien mit seinen Eltern nach Wien über und nahm als Soldat am Ersten Weltkrieg teil. Als gelernter Buchhalter war er in den 1920er Jahren in einem Unternehmen tätig und war Mitglied in der Sozialdemokratischen Arbeiterpartei (SDAP) sowie der Gewerkschaft. Nachdem er 1934 arbeitslos geworden war, wurde er nach dem „Anschluss Österreichs“ an das Deutsche Reich im März 1938 Sachbearbeiter beim Reichskommissar für die Wiedervereinigung, wo er unter dem „Stillhaltekommissar“ die Abwicklung konfessioneller Vereine zu besorgen hatte.
Brunner wurde durch die Vermittlung von Adolf Eichmann ab Sommer 1939 in der Zentralstelle für jüdische Auswanderung in Wien tätig. Er beantragte am 11. März 1940 die Aufnahme in die NSDAP und wurde zum 1. April desselben Jahres aufgenommen (Mitgliedsnummer 7.982.174). Innerhalb dieser Dienststelle war Brunner mit der Finanzabwicklung der jüdischen Kultusgemeinden aus der Provinz sowie Umschulungsfragen befasst. Ab 1941 war sein Vorgesetzter in der Zentralstelle Alois Brunner, der dort als Brunner I in Abgrenzung zu Anton Brunner (Brunner II) bezeichnet wurde. Zu diesem Zeitpunkt war Anton Brunner in der Zentralstelle als Ressortleiter für die Internierung von Juden in Sammellagern der Wiener Leopoldstadt verantwortlich. Vor der Zusammenstellung von Deportationslisten in die Ghettos und Vernichtungslager leitete Brunner von Mitte 1941 bis März 1943 sogenannte „Kommissionierungen“, wozu auch die Angabe vorhandener Vermögenswerte, die Wegnahme von Wertsachen und Gepäckdurchsuchungen gehörten.
Im März 1943 wechselte Brunner in das „Zentralamt zur Regelung der Judenfrage“ nach Prag, die ehemalige „Zentralstelle für jüdische Auswanderung in Böhmen und Mähren“, und war dort bis Anfang Mai 1945 eingesetzt. Zwischenzeitlich gehörte Brunner von März bis Dezember 1944, auch aufgrund seiner ungarischen Sprachkenntnisse, dem Sonderkommando Eichmann in Budapest an. Dort war er an der Deportation der ungarischen Juden in das KZ Auschwitz beteiligt.

## Nach Kriegsende
Brunner floh zu Beginn des Prager Aufstands am 5. Mai 1945 gemeinsam mit anderen Mitarbeitern des Zentralamtes in einer Wagenkolonne aus der Stadt. Er saß gemeinsam mit Ernst Girzick in einem Wagen, der aufgrund eines Defekts aus der Wagenkolonne ausscherte. Nach Kriegsende wurde Brunner verhaftet und vor dem Volksgericht in Wien angeklagt. Brunner wurde beschuldigt, an mindestens 48 Kommissionierungen in den Sammellagern des Zweiten Wiener Gemeindebezirks mitgewirkt zu haben und damit für die Deportation von 48.000 Juden verantwortlich gewesen zu sein. Holocaustüberlebende, die Opfer oder Zeugen von Brunners Demütigungen und Misshandlungen waren, belasteten Brunner in ihren Aussagen schwer. Nach einwöchiger Hauptverhandlung wurde Brunner am 10. Mai 1946 zum Tode (mit Vermögensverfall) verurteilt (LG Wien Vg 1 g Vr 4574/45) und am 24. Mai 1946 hingerichtet.